# 30e cérémonie des Television Critics Association Awards
La 30e cérémonie des Television Critics Association Awards (TCA Awards), décernés par la Television Critics Association, a eu lieu le 19 juillet 2014, et a récompensé les programmes télévisés diffusés au cours de la saison 2013-2014.
Les nominations ont été annoncées le 27 mai 2014.

## Palmarès
Note : le symbole « ♕ » rappelle le gagnant de l'année précédente (si nomination).

### Série de l'année
- Breaking Bad ♕
  - Game of Thrones
  - The Good Wife
  - Orange Is the New Black
  - True Detective

### Meilleure série dramatique
- The Good Wife
  - The Americans
  - Breaking Bad
  - Game of Thrones ♕
  - House of Cards

### Meilleure série comique
(ex æquo)
- Louie
- Veep
  - The Big Bang Theory ♕
  - Brooklyn Nine-Nine
  - The Mindy Project

### Meilleure nouvelle série
- Orange Is the New Black
  - Brooklyn Nine-Nine
  - Fargo
  - Sleepy Hollow
  - True Detective

### Meilleure mini-série ou meilleur téléfilm
- True Detective
  - American Horror Story: Coven
  - Broadchurch
  - Fargo
  - The Returned

### Meilleure performance individuelle dans une série dramatique
- Matthew McConaughey pour le rôle de Rust Cohle dans True Detective
  - Bryan Cranston pour le rôle de Walter White dans Breaking Bad
  - Julianna Margulies pour le rôle d'Alicia Florrick dans The Good Wife
  - Tatiana Maslany pour le rôle des clones dans Orphan Black ♕
  - Matthew Rhys pour le rôle de Philip Jennings dans The Americans

### Meilleure performance individuelle dans une série comique
- Julia Louis-Dreyfus pour le rôle de Selina Meyer dans Veep
  - Louis C.K.  pour le rôle de Louie dans Louie ♕
  - Mindy Kaling pour le rôle de Mindy Lahiri dans The Mindy Project
  - Jim Parsons pour le rôle de Sheldon Cooper dans The Big Bang Theory
  - Amy Poehler pour le rôle de Leslie Knope dans Parks and Recreation

### Meilleure émission de téléréalité
- RuPaul's Drag Race
  - The Amazing Race
  - Shark Tank ♕
  - Survivor
  - The Voice

### Meilleure émission d'information
- Cosmos: A Spacetime Odyssey
  - 60 Minutes
  - CBS News Sunday Morning
  - The Daily Show with Jon Stewart
  - Frontline

### Meilleur programme pour enfants
- The Fosters
  - Adventure Time
  - Le Village de Dany (Daniel Tiger's Neighborhood)
  - 1, rue Sésame (Sesame Street)
  - Switched (Switched at Birth)

### Heritage Award
- Saturday Night Live
  - Lost : Les Disparus (Lost)
  - South Park
  - Star Trek (Star Trek: The Original Series)
  - Twin Peaks

### Career Achievement Award
- James Burrows
  - Mark Burnett
  - Valerie Harper
  - Jay Leno
  - William Shatner

## Statistiques

### Nominations multiples
4 : True Detective
3 : Breaking Bad, The Good Wife
2 : The Americans, The Big Bang Theory, Brooklyn Nine-Nine, Fargo, Game of Thrones, Louie, The Mindy Project, Orange Is the New Black, Veep

### Récompenses multiples
2 : True Detective, Veep